# 123Movies
123Movies，別稱GoMovies、GoStream、MeMovies和123movieshub，是一个在越南运营的流媒体传输网站，允许用户免费观看电影。2018年3月，该网站被美国电影协会称为世界上“最受欢迎的非法网站”，几周后因越南当局的刑事调查而被关闭。截至2024年2月，模仿该品牌的网站仍然活跃。

## 发展

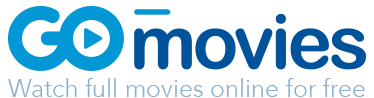
GoMovies的标志

该网站从不同的域名关闭后经历了数次更名，有时更名为“123Movies”，有时更名为“123movies”。最初的名称和URL是123movies.to，后来更名为123movies.is，再后来更名为gomovies.to，后来又更名为gomovies.is。后改为gostream.is，再改为memovies.to，最后改为123movieshub.to/is，直至关闭。
2016年10月，美国电影协会将123Movies列入其向美国贸易代表办公室提交的网络恶名市场概述中，并指出：“根据SimilarWeb数据，该网站在全球Alexa排名为559，在美国本地排名为386。2016年8月，123movies.to的全球独立访客数为926万”。2016年10月，商业内幕报告称，“123movies.to是英国"使用率最高的盗版网站”。
123Movies包括高清、HD-RIP、蓝光和枪碟品质的影片。它使用的视频主机和播放器包括 Openload、Streamango和MyCloud。在其存在和关闭期间，《洪流怪物》对该网站的功能、运行时间/关闭时间、关闭和关闭原因进行了报道。
2017年12月，123movies的创建者推出了另一个专门播放日本动画的流媒体网站AnimeHub.to，在123Movies关闭后的几个月里，该网站一直保持在线状态。

## 关闭
2017年3月，《洪流怪物》报道称，美国驻越南大使特德·奥修斯与越南信息通信部部长张明俊就关闭从越南运营的非法视频流媒体网站进行了会谈，并将123movies列为其中一个网站。
2017年10月，美国电影协会将123Movies和GoStream.is列入其向美国贸易代表办公室提交的《在线恶名市场概述》中，指出虽然该网站在技术上是由乌克兰托管的，但“该网站采取了许多措施来隐藏运营者的身份，包括使用Cloudflare，但有充分理由相信运营者仍在越南，内容是使用网盘从芹苴大学的许多电子邮件账户上传的”。
2018年3月，美国电影协会称该网站是“世界上最受欢迎的非法网站”，称其运营地在越南，并估计每月有9800万访问者。2018年3月19日，该网站主页上的一则说明宣布其关闭，并呼吁用户"通过付费观看电影和电视节目来尊重电影制作人”。

## 再现
2018年10月，美国电影协会在向美国贸易代表提交的《网络恶名市场更新报告》中称，在2018年越南的一次刑事调查之后，123movies、123movieshub、gostream和gomovies相继关闭，这是打击非法电影盗版服务的"重要进程"。不过，美国电影协会的报告也指出，至少在其他八个国家出现了许多山寨网站。2018年11月，《洪流怪物》报告称，与123Movies相关或类似的网站（如WatchAsap）也被联邦调查局关闭，但重新指向其他文件共享网站。虽然该网站在印度被封锁，但2018年在印度还是出现了大量克隆网站。